# Laetitia (Cyclecar)
Laetitia war ein französischer Hersteller von Automobilen.

## Unternehmensgeschichte
Das Unternehmen von M. Conelli aus Asnières-sur-Seine begann 1922 mit der Produktion von Automobilen. 1923 endete die Produktion.

## Fahrzeuge
Das Unternehmen stellte Cyclecars her. Für den Antrieb sorgte ein luftgekühlter Einbaumotor von Anzani mit 1000 cm³ Hubraum.